# Kollum

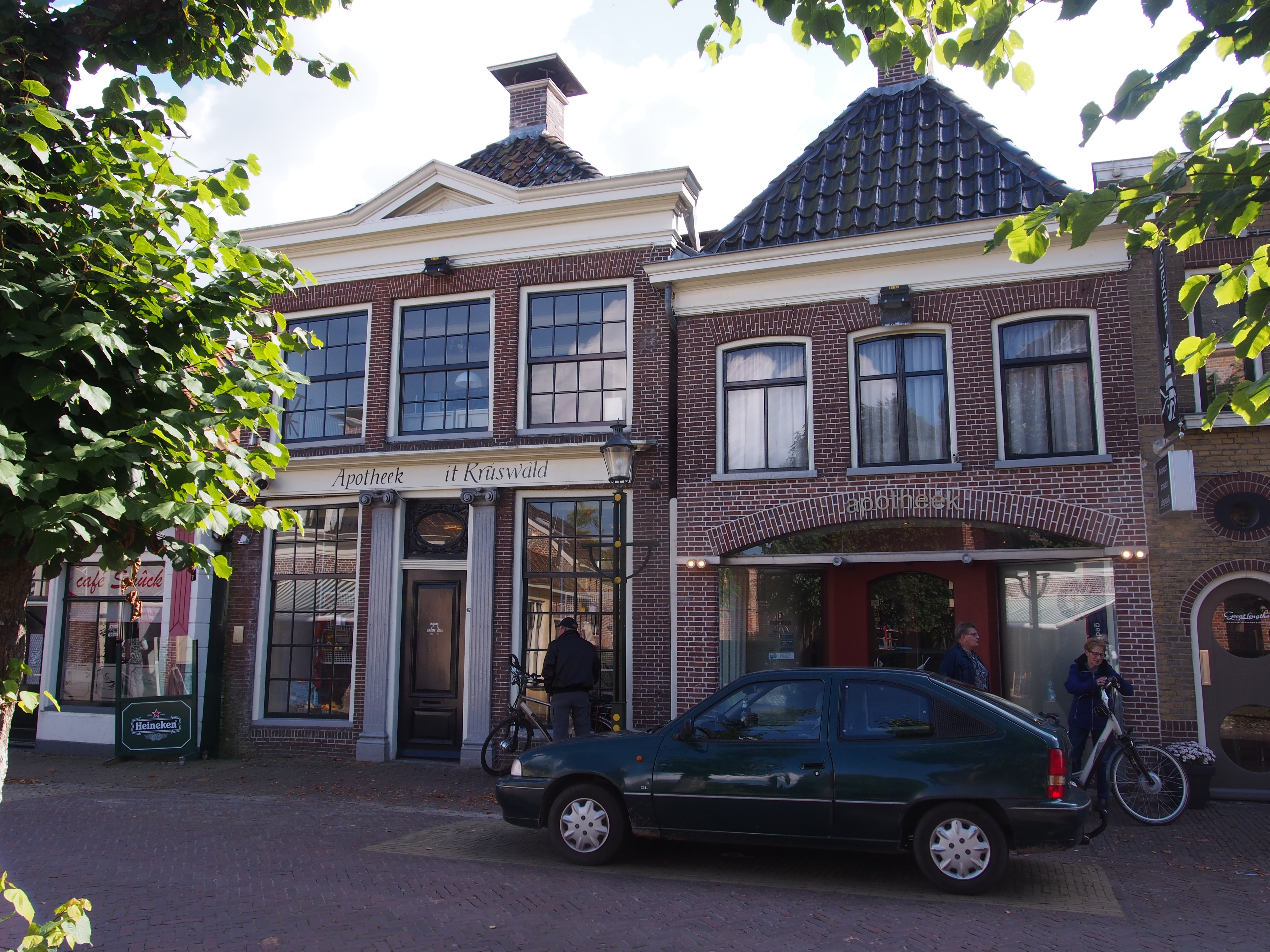
Kollum: edifici nella Voorstraat

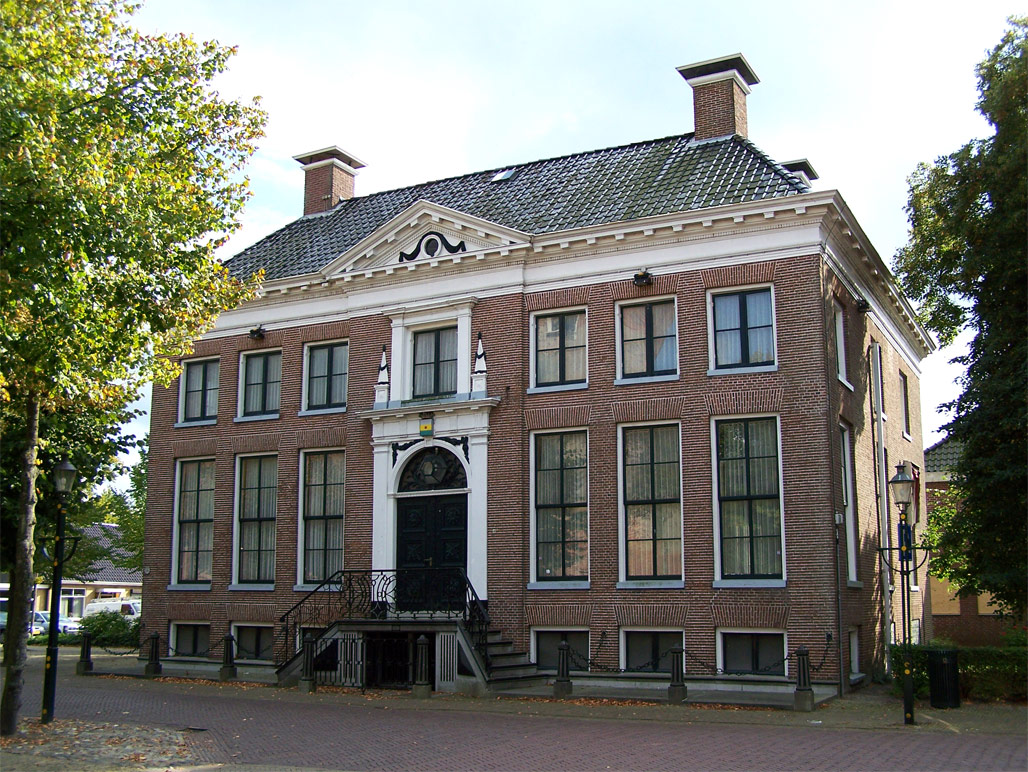
Kollum: il municipio

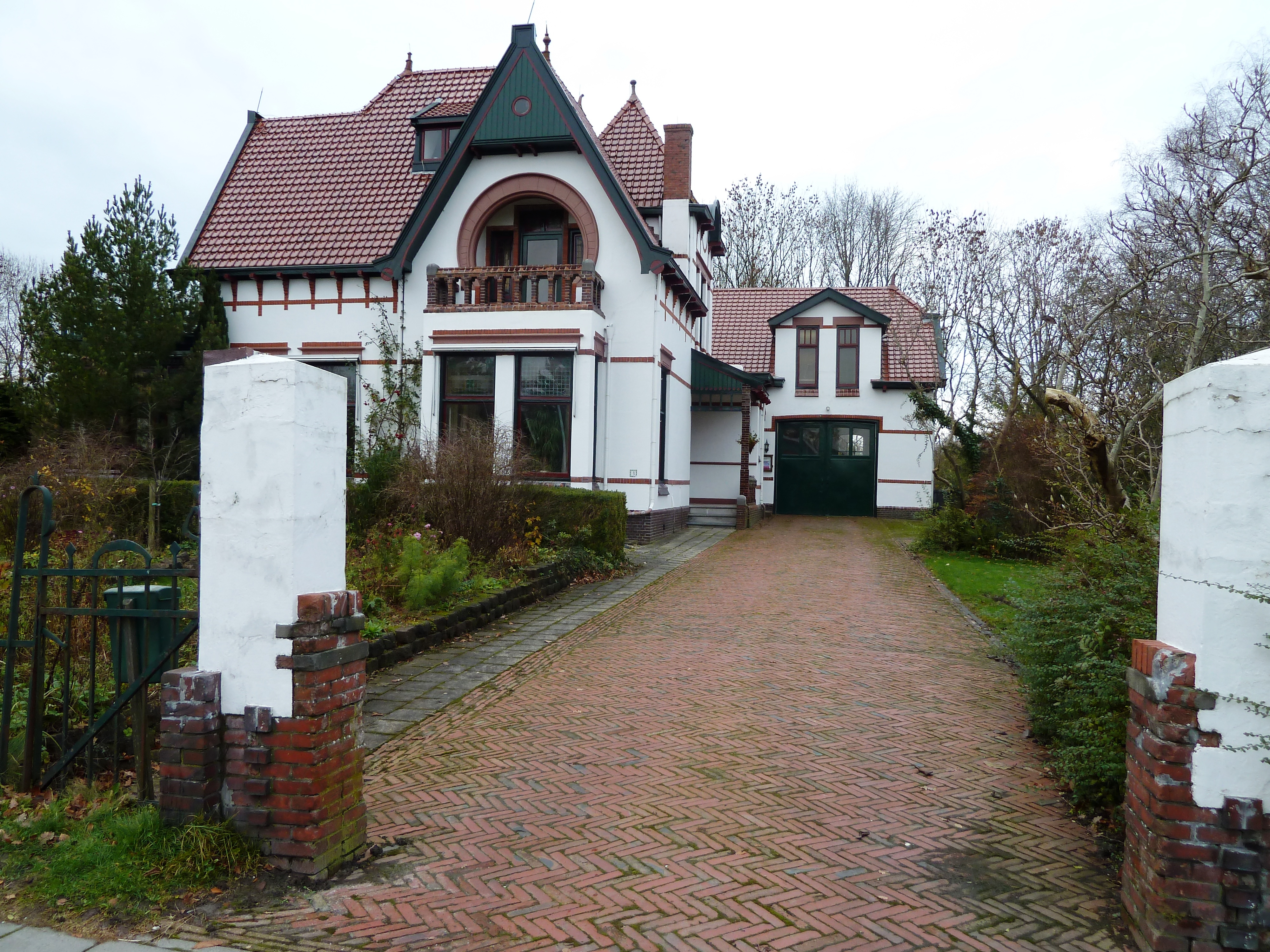
Kollum: edificio classificato come rijksmonument nella Voorstraat

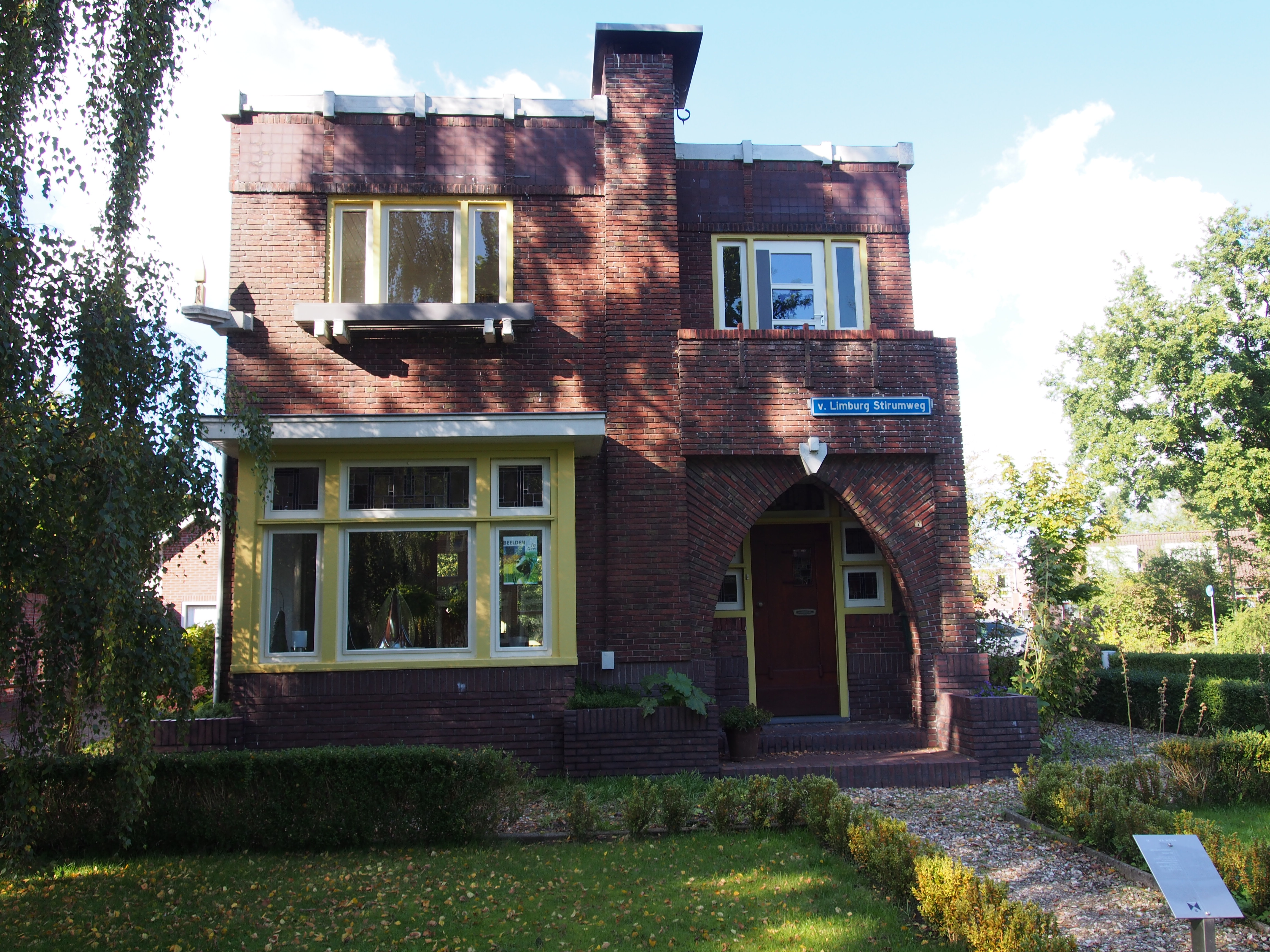
Kollum: edificio classificato come rijksmonument nella Van Limburg Stirumweg

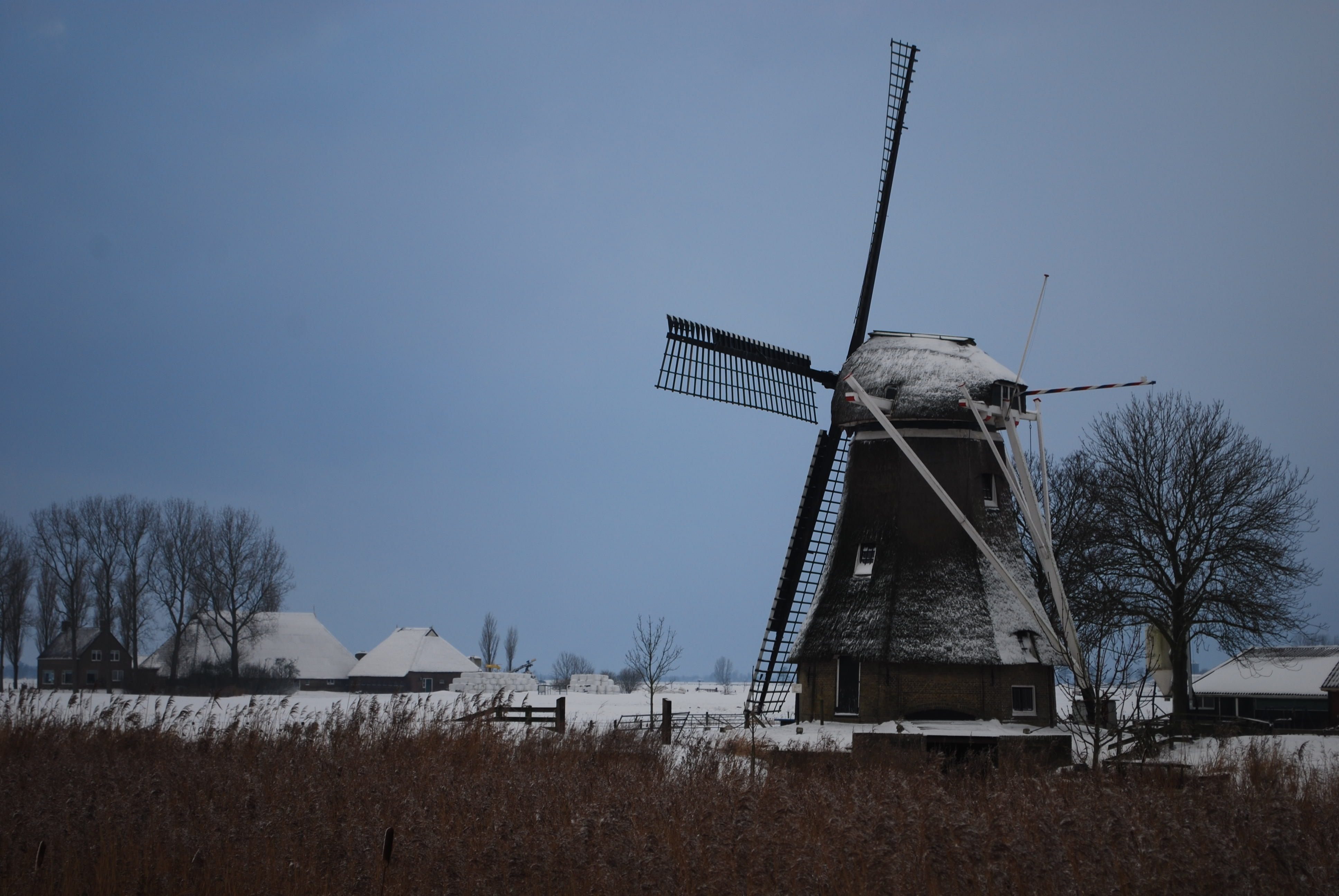
Kollum: il mulino Tochmaland

Kollum è un villaggio di circa 5.300 abitanti del nord-est dei Paesi Bassi, nella municipalità di Noardeast-Fryslân facente parte della provincia della Frisia. È stato il capoluogo dell'ex-municipalità di Kollumerland en Nieuwkruisland.

## Geografia fisica
Kollum si trova nella parte nord-orientale della provincia della Frisia, a non molti chilometri dal confine con la provincia di Groninga e tra le località di Anjum e Buitenpost  (rispettivamente a sud della prima e a nord della seconda).

## Storia
Le origini del villaggio risalgono al 750 d.C. ca. All'epoca si trattava di un piccolo insediamento chiamato dapprima Colheim e poi "il terp di Kollum" (Kollumerterp).
Nel XVI secolo, Kollum era diventato un importante centro per i commerci. Il villaggio conobbe quindi il suo periodo di massimo sviluppo tra il XVII e il XVIII secolo grazie alla navigazione e appunto agli scambi commerciali; nel frattempo, nel XVII secolo era stata realizzata una strada che collegò Kollum con il sud del Paese.
Tra il 3 e il 4 febbraio 1797 ebbe luogo la cosiddetta "insurrezione di Kollum", messa in atto contro gli occupanti Francesi e in seguito alla quale 168 persone furono messe agli arresti.

### Simboli
Lo stemma di Kollum è costituito da tre fasce orizzontali di colore rosso, giallo e verde dove è raffigurata una spada affiancata da due stelle a sei punte di colore rosso.
Questo stemma apparve nei libri di araldica curati da Andries Schoemaker (1695) e Gerrit Hesman (1708).

## Monumenti e luoghi d'interesse
Kollum conta 35 edifici classificati come rijksmonumenten.

### Architetture religiose

#### Chiesa di San Martino
Tra i principali edifici d'interesse, figura la chiesa di San Martino, un edificio in stile gotico situato nella Voorstraat e risalente agli inizi del XV secolo, ma ampliato nei secoli successivi.
|  |

#### De Kandelaar
Sempre nella Voorstraat si trova un altro edificio religioso, la De Kandelaar, risalente al 1941.
|  |

#### Oosterkerk
Altro edificio religioso di Kollum è la Oosterkerk ("Chiesa orientale"), situata nella Oostenburgstraat ed eretta nel 1925 su progetto dell'architetto E. Reitsma.

### Architetture civili

#### Municipio
Altro edificio d'interesse è il municipio, costruito nel 1808 come casa patrizia su progetto dell'architetto W.H. van Sijtzama e adibito a sede comunale dal 1895.

#### Mulino Tochmaland
Altro edificio d'interesse ancora è il mulino Tochmaland, un mulino a vento risalente al 1893.

## Società

### Evoluzione demografica
Nel 2011, Kollum contava una popolazione stimata pari a circa 5.245 abitanti.
Il villaggio ha conosciuto quindi un decremento demografico rispetto al 2008, quando la popolazione stimata era pari a circa 5.390 abitanti  e al 2001, quando la popolazione censita era pari a 5.280 abitanti.

## Cultura

### Eventi
- Kollumer Katdagen (in un fine settimana di aprile)[2][13]
- Kollumerkatloop (in un venerdì di aprile)[2][14]

## Geografia antropica

### Suddivisioni amministrative
Buurtschappen
- Dokkumer Nieuwe Zijlen (parte)

## Sport
- La squadra di calcio locale è il VV Kollum.[15]